# Sølyst (Klampenborg)
Sølyst est une ancienne maison de campagne située juste à côté de la côte de l'Øresund à Klampenborg, dans la municipalité de Gentofte, à la limite nord de Copenhague, au Danemark. 
Il abrite aujourd'hui la Den Kongelige Skydebane (« Royal Copenhagen Shooting Society »).

## Histoire
Le premier Sølyst, alors orthographié Zeelust, est construit par le marchand Julius Frøichen. Le bâtiment est à colombages et mesure onze travées. En 1725, il et acheté par un autre marchand, Just Fabritius, qui possédait également le manoir rococo voisin Christiansholm, qu'il avait construit en 1746. Il remplace la maison par un nouveau bâtiment en 1760.
En 1776, la propriété est acquise par Ernst Heinrich von Schimmelmann, un fonctionnaire central de l'administration financière et, plus tard, ministre des Affaires financières, qui en fait sa résidence d'été. L'année précédente, il avait épousé la comtesse Emilie Rantzau, mais elle mourut de la tuberculose cinq ans plus tard, alors qu'elle n'avait que 28 ans. Il se remarie en 1782 et avec sa nouvelle épouse Charlotte, il continue de passer ses étés à Sølyst. Pendant la saison d'hiver, ils résident au manoir Schimmelmann qu'il avait hérité de son père la même année. À Sølyst, pour commémorer sa première épouse, il charge l'artiste Nikolaj Abraham Abildgaard de concevoir un monument, Emiliekilde, près d'une petite source à côté de la route principale où elle s'était souvent reposée lors de ses promenades dans la campagne environnante. Ernst et Charlotte Schimmelmann partageaient une passion pour les arts et, avec eux, la maison et le parc se sont développés en un lieu culturel coloré qui a acquis une réputation internationale.
L'ère Schimmlemann prend fin lorsque Ernst Schimmelmann meurt en 1831. Sølyst est héritée par sa fille Adélaïde, mais elle déménage à Vienne en 1831 lorsque son mari, Georg Heinrich von Løwenstern, y est nommé ambassadeur et, en 1940, elle vend la maison. Au cours du siècle suivant, Sølyst change de mains à plusieurs reprises parmi des propriétaires fonciers, des hommes d'affaires et des directeurs de banque.
En 1949, Sølyst est acquis par la Royal Copenhagen Shooting Society. La société était basée à l'extérieur de la porte ouest de la ville de Copenhague depuis les années 1750, sur le site de l'actuel musée de Copenhague et du jardin du champ de tir, mais après que la ville eut été autorisée à se développer au-delà de ses anciennes fortifications bastionnées, qui ont été désaffectées dans la seconde moitié du XIXe siècle, la société voit une grande partie de ses terres expropriées et se retrouve rapidement entourée par le quartier ouvrier dense de Vesterbro. Avec Sølyst, la société trouve enfin un cadre plus compatible avec ses activités.

## Liste des propriétaires
| De   | À    | Propriétaire                        |
| ---- | ---- | ----------------------------------- |
| 1724 | 1753 | J. Frøichen                         |
| 1753 | 1756 | Juste Fabrice                       |
| 1771 | 1831 | Ernst Heinrich von Schimmelmann     |
| 1831 | 1840 | Adélaïde de Løwenstern              |
| 1840 | 1858 | Théodore Suhr                       |
| 1858 | 1875 | Ole Berendt Suhr                    |
| 1875 | ?    | Ida Marie Suhr, née Bech            |
| 1913 | 1924 | Emil Glückstadt                     |
| 1924 | 1948 | G. Rasmussen                        |
| 1949 |      | Société royale de tir de Copenhague |